# 中国周刊
《中国周刊》（Zhongguo Zhoukan）是一份位于北京的中国国家级综合性期刊，以“报道中国、反映国情、引领舆论、重塑价值”为办刊宗旨。该刊的ISSN号为1671-3117。
《中国周刊》由朱德付创办，于2009年5月5日正式出刊，由中国共产主义青年团中央委员会主管、中华儿女报刊社主办。